# Stu core t'apparten
Stu core t'apparten è un singolo del rapper italiano Rocco Hunt, pubblicato il 14 gennaio 2020 come primo estratto dal quarto album in studio Libertà nella versione Repack.

## Video musicale
Un mese dopo il lancio del singolo, per San Valentino, Rocco Hunt ha pubblicato il video ufficiale attraverso il proprio canale YouTube.

## Classifiche
| Classifica (2020) | Posizione massima |
| ----------------- | ----------------- |
| Italia            | 4                 |